# Disconectes furcatus
Disconectes furcatus là một loài chân đều trong họ Munnopsidae. Loài này được G. O. Sars miêu tả khoa học năm 1870.